# Arthur Gouge
Arthur Gouge (Northfleet, 3 luglio 1890 – Ryde, 14 ottobre 1962) è stato un ingegnere britannico.
Fu capo progettista presso le aziende aeronautiche Short Brothers e Saunders-Roe durante gli anni trenta e quaranta, presidente della Royal Aeronautical Society (1942-1944) e presidente (1945) e vice presidente (1946-1948) della Society of British Aircraft Constructors.

## Biografia
Nacque a Northfleet, Kent il 3 luglio del 1890, figlio di George e Elizabeth Wickham Dopo aver frequentato dapprima la Scuola tecnica di Gravensend e poi il Politecnico di Woolwich, al conseguimento della laurea in scienze nel corso del 1915 entrò come meccanico presso gli stabilimenti aeronautici della Short Brother. Nel 1918, durante la prima guerra mondiale, convolò a nozze con la signorina Margaret Ellen Cook. La coppia ebbe due figli, James Arthur Gouge morto il 2 agosto 1969 all'età di 48 anni, e una figlia Margaret.
All'interno dell'azienda trascorse ventotto anni impegnato nella ricerca e nella progettazione, e nel 1926 ottenne la nomina a capo progettista, continuando la carriera fino a divenire direttore generale. Fu responsabile della progettazione e della produzione di numerosi tipi di velivoli, tra i quali gli idrovolanti da trasporto civile Short S.23 Empire, Short S.30, di quello da pattugliamento marittimo Short S.25 Sunderland e del bombardiere Short S.29 Stirling. Nel corso del 1943, in piena seconda guerra mondiale, lasciò la Short Brothers per assumere l'incarico di vice-presidente della Saro e amministratore delegato della Saunders-Roe.
Durante questo periodo fu responsabile dello sviluppo dell'idrovolante da trasporto civile Saunders-Roe SR.45 Princess, e del progetto del successivo Duchess, e della progettazione di alcuni tipi elicotteri. Si ritirò a vita privata nel 1959. Ricoprì anche gli incarichi di presidente della Royal Aeronautical Society (1942-1944) e presidente (1945) e vice presidente (1946-1948) della Società dei costruttori aeronautici britannici e si spense presso il Royal Isle of Wight County Hospital, Ryde, il 14 ottobre 1962.

## Onorificenze
- Bachelor of Science

## Realizzazioni
- Short S.8 Calcutta
- Short S.14 Sarafand
- Short S.16 Scion
- Short S.17 Kent
- Short S.19 Singapore
- Short S.22 Scion Senior
- Short S.23 Empire
- Short S.30
- Short S.25 Sunderland
- Short S.29 Stirling
- Saunders-Roe SR.45 Princess
- Saunders-Roe Skeeter

### Annotazioni
1. ↑  Aveva quattro fratelli e una sorella: George nato nel 1889, Hubert nato nel 1893 a Northfleet, Kent Hubert nato nel 1893 a Northfleet, Grace nata nel 1896 a Northfleet, Ken Walter nato nel 1899 a Northfleet.
2. ↑  I suoi hobby erano la fotografia e il collezionismo di orologi.
3. ↑  In lingua inglese Society of British Aircraft Constructors, SBAC.

### Fonti
1. ↑  Frame 2007, p. 46.
2. 1 2 3 4 5 6 7 8  Flight n.2798, 25 october 1962, p. 660.
3. 1 2 3  Flight n.2119, 4 august 1949, p. 118.
4. ↑  Frame 2007, p. 47.